# 末広町通り (桐生市)
末広町通り（すえひろちょうどおり）は、群馬県桐生市本町五丁目から末広町に至る道路の通称である。末広通りとも呼ばれる。桐生市を代表する商店街であり、本町通りと並ぶ中心商業地である。群馬県道3号前橋大間々桐生線の一部で、かつては国道50号に属した。

## 概要
1888年（明治21年）の桐生駅の開業に伴い、本町通りと桐生駅を結ぶ道路として開通した。
桐生市は繊維・服飾産業が盛んであることから、末広町通りはブティックなどのファッション専門店が集中する地区となっている。

## 交差する道路
- 本町五丁目 - 本町通り（県道66号桐生田沼線、県道68号桐生伊勢崎線）
- 末広町 - 新川橋通り
- 桐生駅前 - 山手通り（県道351号西桐生停車場線、県道347号桐生停車場線）

## 沿線
- 桐生ガスプラザ
- ケンタッキーフライドチキン 桐生店
- デニーズ 桐生末広町店
- パールホテル
- トラヤ薬局
- MEGAドン・キホーテ 桐生店
- 永田医院
- 桐生シルバーホテル
- 英会話イーオン 桐生校
- 魚民 桐生駅前店
- TOMO'S WORKER'S 桐生本店